# جورج وولف (صحفي)
جورج وولف (بالألمانية: Georg Wolff)‏ هو صحفي ألماني، ولد في 14 مارس 1914 في Wittenberge ‏ في ألمانيا، وتوفي في 1996.